# Sykstus Lubomirski
Sykstus Lubomirski herbu Drużyna (zm. przed 7 kwietnia 1651 roku) – wojski krakowski w latach 1644–1651, deputat na Trybunał Radomski w 1631 roku, komisarz do szafunku podatków księstwa oświęcimskiego i zatorskiego.
Syn Sykstusa, żonaty z Zofią ze Staszkowskich.
Był uczestnikiem popisu pospolitego ruszenia księstwa oświęcimskiego i zatorskiego pod Lwowem w październiku 1621 roku. Był fundatorem  kościoła parafialnego w Kętach. Po ojcu był właścicielem wsi Smolice i Palczowice w powiecie śląskim.